# Эмаэ (язык)
Эмаэ - полинезийский язык Вануату.
Язык эмаэ используется в деревнях Макатеа и Тонгамеа на острове Эмаэ в государстве Вануату. Большая часть говорящих на эмаэ владеет также северным эфате, английским, французским или бислама. Менее одного процента носителей эмаэ грамотны на своем языке, в то время как от 50% до 70% грамотны на своем втором языке, будь то северный эфате, английский, французский или бислама. На настоящий момент, только около 400 людей владеют эмаэ, в основном в Макатеа и Тонгамеа, что на 250 человек больше, чем в 1960-х – 150 говорящих. Эмаэ всё ещё недостаточно широко используется местным населением, однако около 50% детей знают и говорят на эмаэ (2014). 

## Фонетика

### Согласные
|                       | Губные | Альвеолярные | Заднеязычные |
| --------------------- | ------ | ------------ | ------------ |
| Носовые               | mʷ     | n            | ŋ            |
| Взрывные              | p ᵐb   | t ⁿd         | k            |
| Фрикативные           | f v    | s            |              |
| Дрожащие              |        | r            |              |
| Боковые аппроксиманты |        | l            |              |

### Гласные
|         | Передние | Средние | Задние |
| ------- | -------- | ------- | ------ |
| Верхние | i        |         | u      |
| Средние | e        |         | o      |
| Нижние  |          | a       |        |

### Структура слога и ударение
Слоги в эмаэ образуются по схеме «гласный» либо «согласный + гласный».  Данный паттерн наблюдается в меланезийских языках. Слогов вида «согласный-согласный» не образуется, поэтому звуки [mb], [nd] и [mw] считаются единичными фонемами. 
Ударение в слове обычно падает на третий с конца слог. К примеру, в слове "nanafi" оно располагается на слоге "na".

## Грамматика

### Порядок слов
Синтаксический паттерн языка эмаэ сходен с меланезийским, что может быть показано сравнением синтаксиса языка маори и эмаэ. Маори, будучи полинезийским языком, следует порядку VSO. В эмаэ используется порядок SVO, что является структурой, характерной для большинства меланезийских языков.

### Редупликация
Редупликация в эмаэ не настолько распространена, как в других полинезийских языках. Большая часть редуплицированных слов в эмаэ представляют собой заимствования из других соседствующих с эмаэ языков. В языке представлена редупликация как существительных, так и глаголов.